# Allodontichthys zonistius
Allodontichthys zonistius är en fiskart som först beskrevs av Hubbs 1932.  Allodontichthys zonistius ingår i släktet Allodontichthys och familjen Goodeidae. Inga underarter finns listade i Catalogue of Life.